# مقاطعة يسينيك
مقاطعة يسينيك (بالتشيكية: Okres Jeseník)‏ هي مقاطعة (أوكريس) في إقليم أولوموتس في جمهورية التشيك.
عاصمة هذه المقاطعة هي مدينة يسينيك.

## اقرأ أيضاً
- مقاطعات جمهورية التشيك